# Bernard Bartels
Bernard Bartels (ur. ?; zm. ?) – niemiecki lotnik, as myśliwski z okresu I wojny światowej. Uzyskał 6 zwycięstw powietrznych.

## Życiorys
Służył w Flieger-Abteilung A 233 (FAA 233). We wrześniu 1918 roku został przeniesiony do jednostki myśliwskiej Jagdstaffel 44.
W jednostce odniósł swoje pierwsze potwierdzone zwycięstwo powietrzne. 15 sierpnia 1918 roku w okolicach St. Simon zestrzelił pierwszy balon obserwacyjny. Do końca działań wojennych zestrzelił jeszcze 3 balony oraz jeden samolot Sopwith Camel (F5921) w okolicach Croix-Fonsomme. Jego dalsze losy nie są znane.